# Åsa Kastman Heuman
Åsa Harryoth Kastman Heuman, född 21 december 1946, är en svensk jurist och ämbetsman.
Heuman utsågs till rättschef på Kommunikationsdepartementet 1991, och behöll samma roll när detta uppgick i Näringsdepartementet 1998.
Hon var generaldirektör för Statens Haverikommission 2004–2011.
Hon är gift med Jan Heuman.